# Barchel
 (juillet 2021).
Barchel est un quartier de la commune allemande d'Oerel, dans l'arrondissement de Rotenburg (Wümme), Land de Basse-Saxe.

## Géographie
Barchel se trouve dans le triangle Elbe-Weser près de Bremervörde entre Hambourg et Brême sur un contrefort du geest, qui s'étend de Meppen jusqu'à la côte de la mer du Nord entre l'Elbe et la Weser.

## Histoire
Des tombes pour urnes sont découvertes à Barchel, ce qui indique un peuplement très précoce de la région. Barchel est mentionné pour la première fois dans un certificat de distribution du domaine de Poggemühlen sous le nom de Berchelte au XIVe siècle. Le nom Berchelte remonte probablement à l'ancien nom propre germanique Berchthold. On peut conclure que le premier colon est une personne nommée Berchthold. La syllabe « te » indique une clôture, donc Berchelte signifie « clôture de Berchthold ».
En 1663, Berchelte est déjà devenu Barchel. En raison de la croissance démographique, le besoin de terres et de pâturages augmente. La déforestation des forêts de hêtres et de chênes d'origine en est le résultat.
Le 1er mars 1974, Barchel est incorporée à Oerel.

## Économie
L'agriculture reste le principal facteur économique. La concentration des exploitations signifie également une concentration sur quelques produits agricoles. L'élevage laitier et la production de viande en sont les pierres angulaires. Les céréales et autres cultures ont tendance à être l'exception.
Autrefois, les vaches passaient l'été dans les prés et les pâturages de la commune, mais aujourd'hui elles sont gardées dans des stalles. Des parcs de plus en plus grands voient le jour. Les pâturages servent de source de fourrage.
Les agriculteurs orientés vers le bio ne sont pas encore actifs à Barchel.
Outre l'agriculture, l'expédition logistique, l'industrie du bois et les pépinières ainsi que les petites entreprises artisanales et les prestataires de services sont présentes.
La situation économique actuelle de Barchel est comparable à celle de nombreuses autres localités rurales des environs proches et lointains. Ces dernières années, la dernière épicerie, la caisse d'épargne, plusieurs restaurants et il y a longtemps la briqueterie locale, qui jusque-là fournissait des briques pour toutes les maisons et rues de toute la ville et au-delà, ont fermé. Le jardin d'enfants et l'école ont également été fermés ou déplacés à Oerel.

## Source, notes et références
- (de) Cet article est partiellement ou en totalité issu de l’article de Wikipédia en allemand intitulé « Barchel » (voir la liste des auteurs).

1. ↑  (de) Christoph Kümmel, Beat Schweizer, Ulrich Veit, Körperinszenierung - Objektsammlung - Monumentalisierung : Totenritual und Grabkult in frühen Gesellschaften, Waxmann, 2008, 568 p. (ISBN 9783830970040, lire en ligne), p. 14
2. ↑  (de) Statistisches Bundesamt, Historisches Gemeindeverzeichnis für die Bundesrepublik Deutschland. Namens-, Grenz- und Schlüsselnummernänderungen bei Gemeinden, Kreisen und Regierungsbezirken vom 27.5.1970 bis 31.12.1982, 1983 (ISBN 3-17-003263-1)